# 刘文泮
刘文泮（1941年6月—2022年9月6日），男，黑龙江海伦人，中华人民共和国政治人物，曾任中国民主建国会中央委员会委员、黑龙江省委员会主任委员，黑龙江省政协副主席，第八、九、十届全国政协委员。